# Erlöserkirche (Brand)

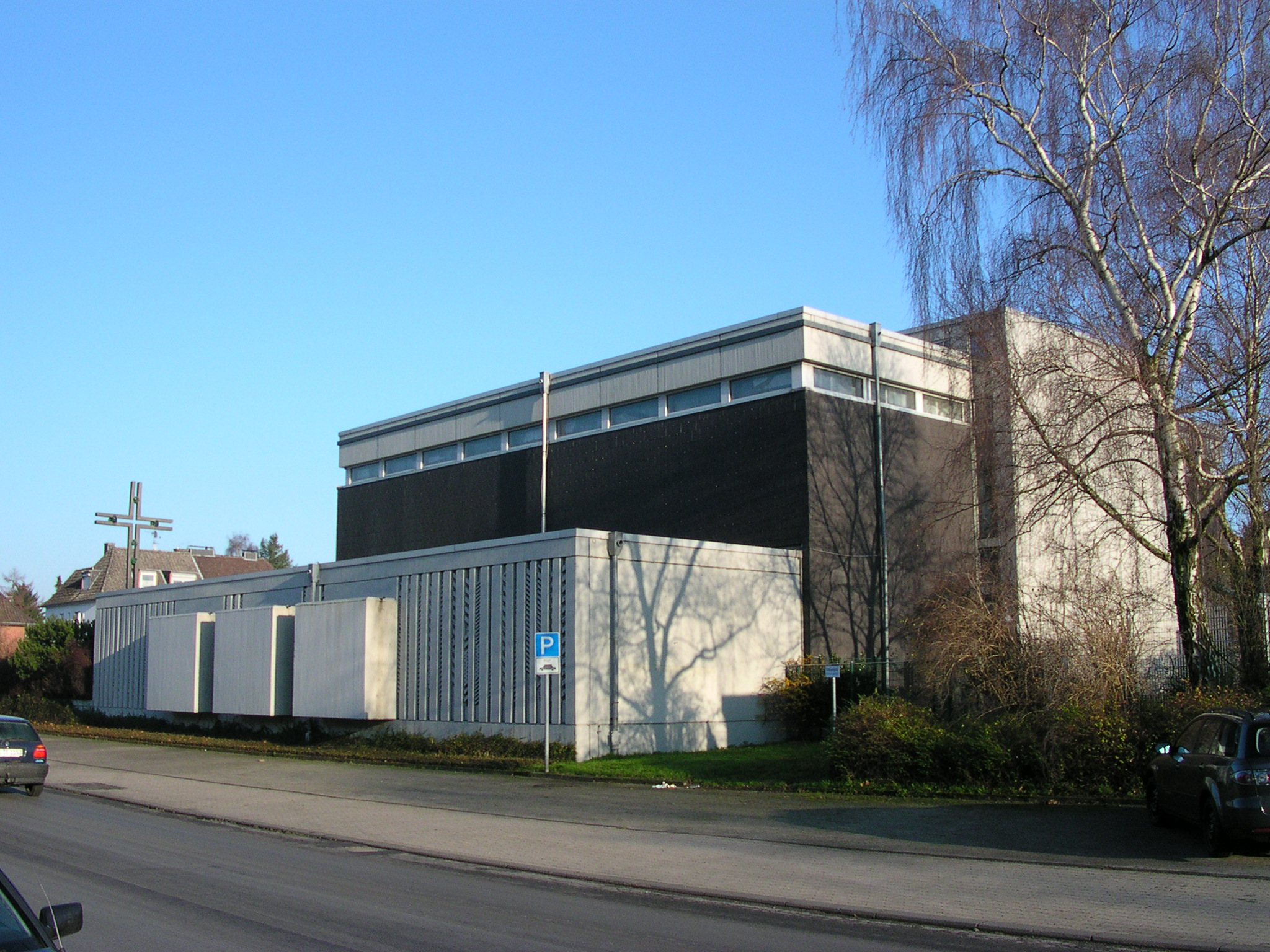
Erlöserkirche Aachen-Brand

Die Erlöserkirche in Aachen-Brand ist eine ehemalige römisch-katholische Filialkirche der Pfarrei St. Donatus in der „GdG Aachen/Forst/Brand“ im Bistum Aachen. Sie wurde 1969 nach Plänen von Josef Viethen erbaut, im Jahr 2015 entwidmet und anschließend zum Kolumbarium umgestaltet. Ein Jahr später wurde das Kirchengebäude als „Columbarium St. Donatus“ neu eingeweiht.

## Geschichte

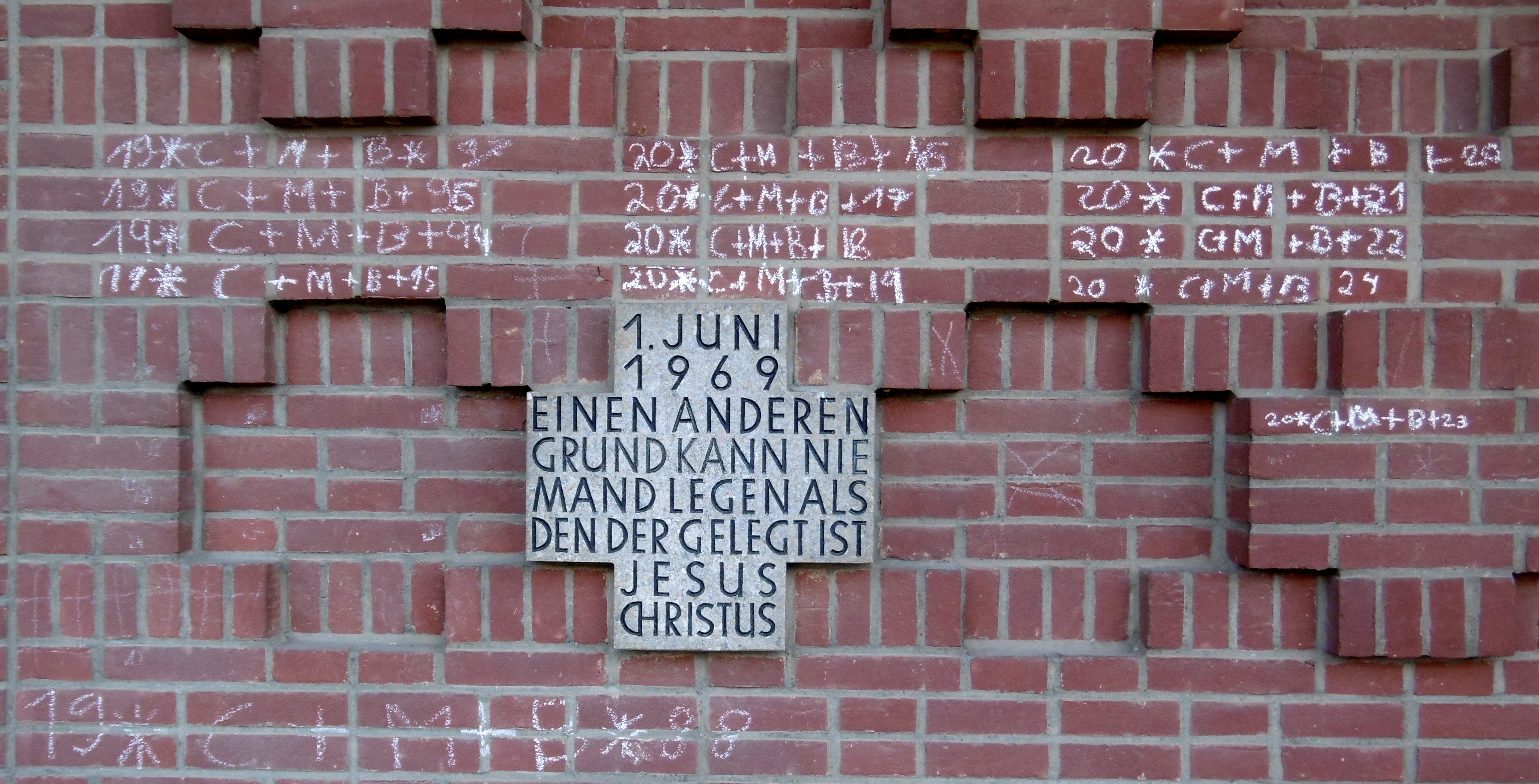
Grundstein

Nachdem zu Beginn der 1960er-Jahre der Aachener Stadtteil Brand durch Neubaugebiete ständig gewachsen war, entschloss sich die Pfarrgemeinde von St. Donatus, jenseits der den Ortsteil durchschneidenden Trierer Straße im Bereich der „Brander Heide“ ein zweites Kirchengebäude als Filialkirche neu errichten zu lassen. Nach entsprechenden Vorausplanungen wie Grundstückserwerb, Finanzierung und Ausstattung wurde als verantwortlicher Architekt Josef Viethen aus Erkelenz gewonnen, der bereits mehrere Kirchen für das Bistum Aachen erbaut oder erweitert hatte.
Am 1. Juni 1969 wurde der aus Muschelkalk bestehende Grundstein gelegt und rechts vom mittleren Kirchenportal in die Außenwand eingesetzt. Er hat die Form eines gleichseitigen Kreuzes, auf dem neben dem Datum der Grundsteinlegung das Pauluswort „Einen anderen Grund kann niemand legen als den, der gelegt ist, Jesus Christus“ (1 Kor 3,11). Am 21. November des gleichen Jahres wurde die Kirche von Bischof Johannes Pohlschneider als Erlöserkirche geweiht.
Über vier Jahrzehnte war die Kirche nun Anlaufpunkt für die Gläubigen aus der Umgebung. Dank ihrer guten Akustik diente sie zudem als Austragungsort für kammermusikalische Veranstaltungen und Lesungen sowie als Ersatzproberaum für das Sinfonieorchester Aachen. Nachdem zu Beginn der 2000er-Jahre die Zahl der Kirchenbesucher stetig zurückging und sich gleichzeitig die Kosten für die Nutzung und den Erhalt der Kirche nicht mehr rechneten, entschloss sich die Pfarrgemeinde zu einer Neuausrichtung des Gotteshauses. Mit der letzten Messe in der Erlöserkirche am 1. Mai 2015 wurde sie entwidmet und anschließend nach Plänen von Axel Birk und Elmar Paul Sommer zu einem Kolumbarium umgebaut. Im Juni 2016 segnete Weihbischof Johannes Bündgens das neue Kolumbarium ein und weihte die Gottesdienstkapelle. Sie wurde damit nach St. Josef die zweite christliche Urnengrabkirche in Aachen, bevor in der Krypta von St. Gregorius eine dritte Einrichtung dieser Art folgte.

## Baucharakteristik

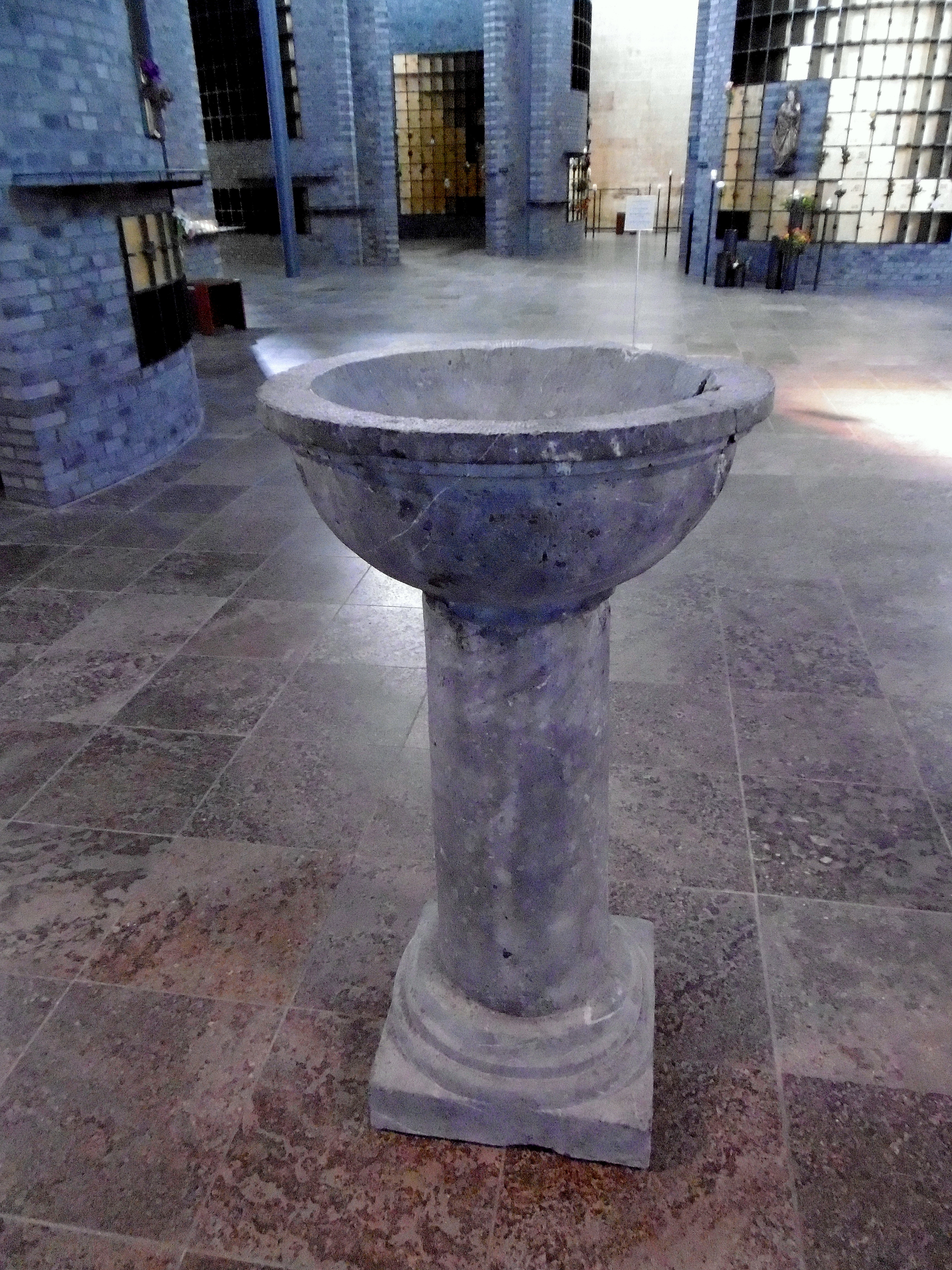
Taufbecken

Bei dem Kirchengebäude handelt es sich um eine Saalkirche über rechteckigem Grundriss. Der mit einem Flachdach ausgestattete erhöhte lichtdurchflutete Mittelteil ist an drei Seiten von einem niedrigeren flachen Vorbau für den Eingangsbereich und die Versorgungs- und Verwaltungsräume umgeben. Der langgestreckte Vorbau aus roten Ziegelsteinen an der Nordostseite des Kirchengebäudes ist mit vier doppelflügeligen Eingangstüren aus schwerem dunklem Metall ausgestattet, wobei die beiden mittleren Türen unmittelbar nebeneinander liegen. Rechts neben dem Mitteleingang befindet sich in der Hauswand der Grundstein, um den herum zahlreiche Kreideauftragungen der Sternsinger aus den letzten Jahren erhalten sind. An der Nordostecke des Gebäudes ragt ein metallenes Hochkreuz hervor, in dessen doppelgliedrigen Achsen mehrere blau-grüne Glasbausteine eingebaut sind.
Im Inneren zeigt sich der einfach strukturierte kubische Baukörper der ehemaligen Kirche, die Sitzplätze für 450 Gäste bot. Der Altarraum war an der südwestlichen Längswand angelegt, während im Eingangsbereich eine Wendeltreppe zur ursprünglichen Orgelempore führt, wo heute die Cäcilien-Kapelle des Columbariums ihren Platz gefunden hat. Unmittelbar im Bereich der mittleren Doppeltür wurde das ehemalige Taufbecken aus bläulichem Marmor frei im Raum platziert. Die anfangs aus unterschiedlichen Materialien bestehenden Innenflächen des Kirchengebäudes wurden mit einem einheitlichen weißgrauen Schlämmanstrich überzogen.
Der Alsdorfer Glasmaler Ludwig Schaffrath stattete die Kirche mit den unterschiedlichsten Fenstern aus, zunächst 1970 mit Betonglasfenstern im Seitenschiff und in den Jahren 1994/1995 mit Fenstern in Antik-, Opal- und Bleiglasausführung für den Altarraum sowie für die Lichtbänder in der Vorder-, Seiten- und Rückwand und für die Empore.
Der erhöhte Altarraum wurde zwecks barrierefreier Nutzung abgetragen, ebenso wie die frühere Orgelempore, für die es keine Verwendung mehr gab und die für die Urnengräber hinderlich war. Die Orgel wurde spiegelbildlich zur vorherigen Position wiederaufgebaut, um die notwendige Nähe zum verbleibenden neu hergerichteten Sakralraum in der ehemaligen Werktagskapelle herzustellen, die Platz für Altar, Ambo und Tabernakel bietet.
Ein neu ausgelegter Bodenbelag aus Muschelkalk verbindet über seine unterschiedlichen Schattierungen das Grau des Ziegelmauerwerks mit den anderen, raumumfassenden Grautönen, die dem Raum eine beruhigende Ausstrahlung geben sollen.

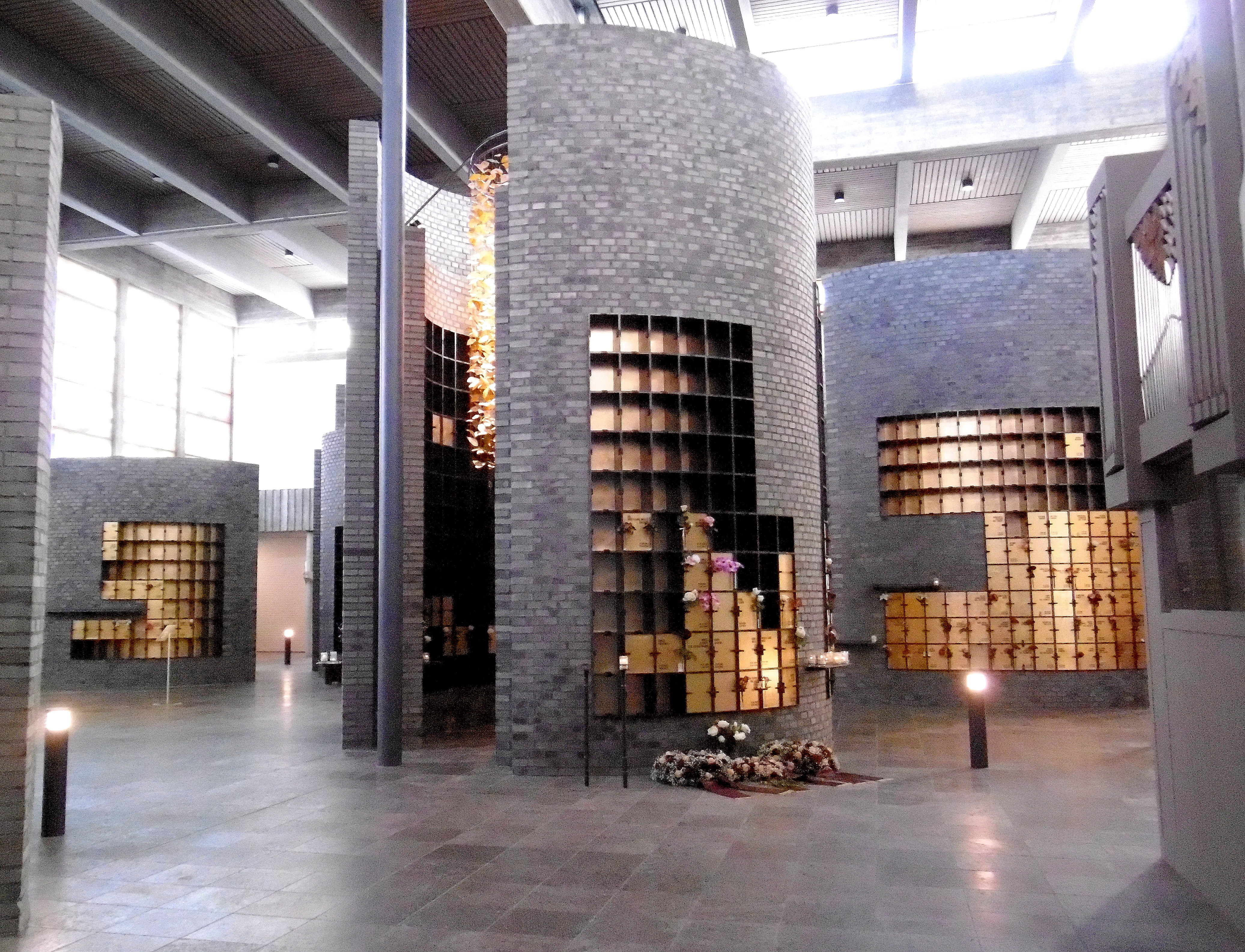
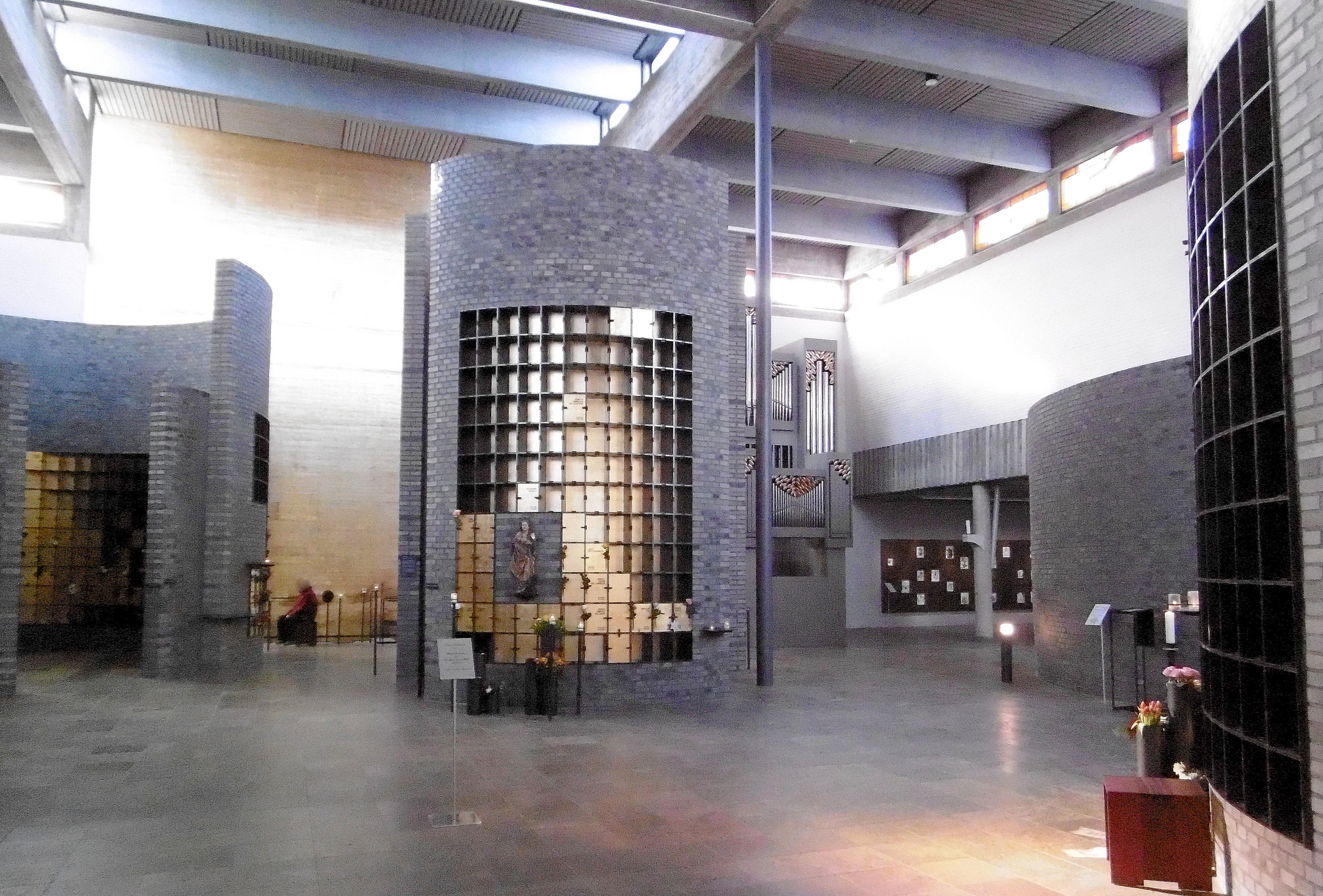

Auffallend ist die Aufteilung des Raumes in fünf zylinderförmige Kapellentrakte für die Urnenkammern anstelle der sonst üblichen Stelensäulen, womit der eigentlich rechteckige Gesamtraum in mehrere abgerundete Abschnitte unterteilt und damit aufgelockert wird. Die „Kapellenbereiche“ sind derart gruppiert, dass sie durch ihre wechselnden Blickachsen und Sichtbezüge untereinander und mit dem Gesamtraum optisch und lichttechnisch in Verbindung treten. Sie sind jeweils einem Heiligen gewidmet, der zur Örtlichkeit einen besonderen Bezug hat und als Figur an der Außenwand auf einem Sockel angebracht ist. Das Mauerwerk dieser zweischaligen Kapellenwände wurde aus trapezförmigen Ziegeln hergestellt und nimmt die insgesamt rund 3000 ebenfalls trapezförmigen Urnenkammern auf. Diese sind aus acht Millimeter starkem Stahl mit vergoldeten Rückwänden hergestellt und werden mit einer blattvergoldeten Stahlplatte verschlossen, auf der die Namen und Lebensdaten der verstorbenen Person aufgetragen sind. Für Familienangehörige können mehrere Urnenkammern mit einem gemeinsamen Verschluss in Kreuzform verbunden werden. Weitere etwa 1000 Urnenkammern für Sozialbestattungen wurden in einem separaten Raum auf der nicht frei zugänglichen Empore eingerichtet.

## Orgel

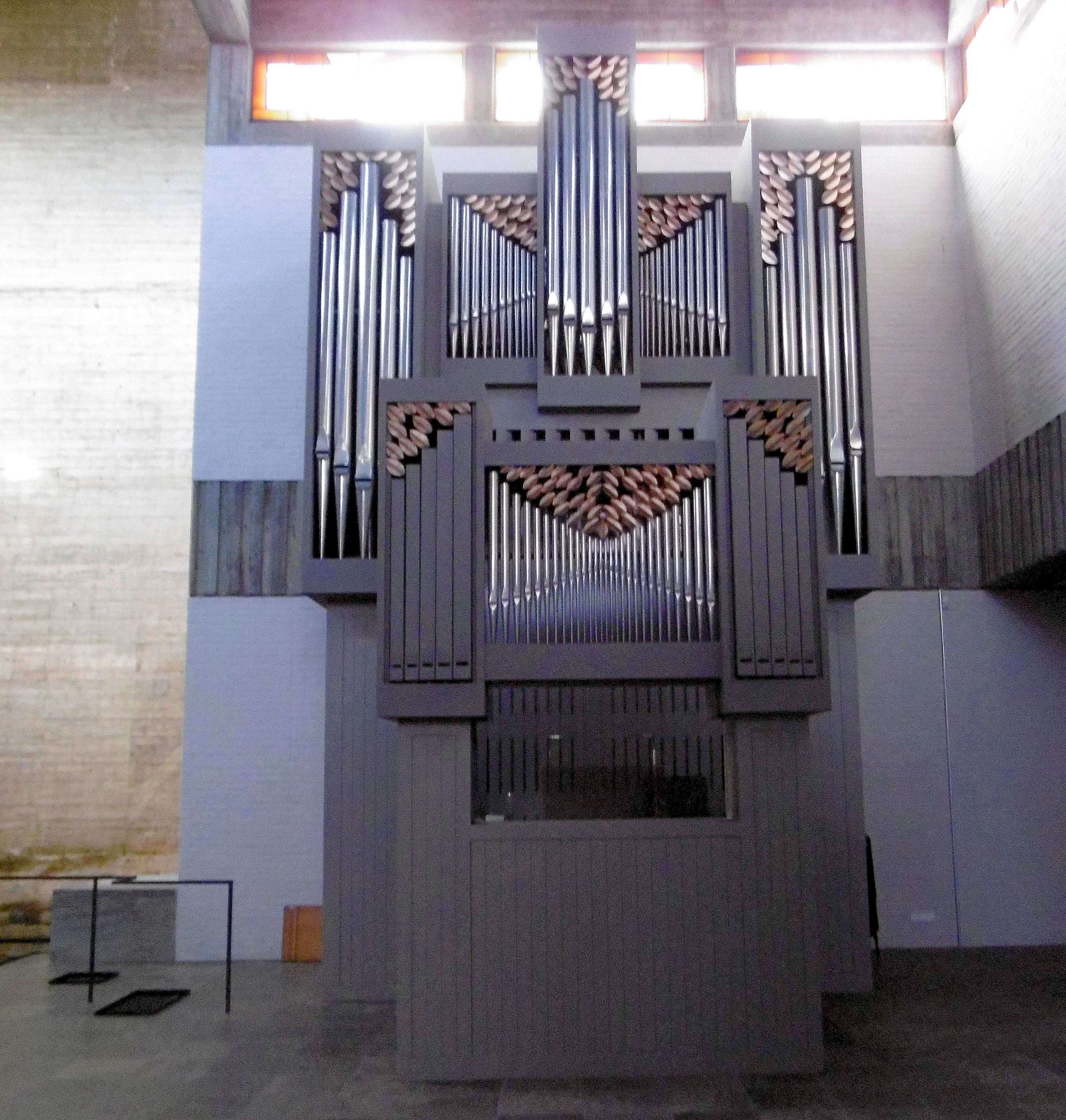
Wilbrandt-Orgel

Die Erlöserkirche ist noch im Besitz ihrer früheren Orgel, die 1975 von der Firma Wilbrandt in Übach-Palenberg hergestellt worden ist und im Rahmen des Gebäudeumbaus von der Firma Weimbs Orgelbau grundlegend reorganisiert wurde. Sie ist ausgestattet mit 31 Registern auf drei Manualen und Pedal und verfügt über eine elektrische Registertraktur und mechanische Spieltraktur. Die Disposition lautet:
| I Hauptwerk C–g3 |             |       |
| 1.               | Principal   | 8′    |
| 2.               | Gemshorn    | 8′    |
| 3.               | Oktave      | 4′    |
| 4.               | Rohrflöte   | 4′    |
| 5.               | Quinte      | 2 ⁄3′ |
| 6.               | Superoktave | 2′    |
| 7.               | Mixtur V    | 1 ⁄3′ |
| 8.               | Trompete    | 8′    |
|                  | Tremolo     |       |

| II Schwellwerk C–g3 |                |       |
| 9.                  | Rohrflöte      | 8′    |
| 10.                 | Weidenpfeife   | 8′    |
| 11.                 | Principal      | 4′    |
| 12.                 | Gedeckt        | 4′    |
| 13.                 | Nachthorn      | 2′    |
| 14.                 | Sesquialter II | 2 ⁄3′ |
| 15.                 | Scharff IV     | 1′    |
| 16.                 | Dulzian        | 16′   |
| 17.                 | Schalmey       | 8′    |
|                     | Tremolo        |       |

| III Positiv C–g3 |             |       |
| 18.              | Holzgedeckt | 8′    |
| 19.              | Rohrflöte   | 4′    |
| 20.              | Principal   | 2′    |
| 21.              | Quinte      | 1 ⁄3′ |
| 22.              | Cymbel III  | 4′    |
| 23.              | Regal       | 8′    |
|                  | Tremolo     |       |

| Pedal C–f3 |             |       |
| 24.        | Subbass     | 16′   |
| 25.        | Offenbass   | 8′    |
| 26.        | Gedacktbass | 8′    |
| 27.        | Mixtur III  | 2 ⁄3′ |
| 28.        | Fagott      | 16′   |
| 29.        | Posaune     | 8′    |
| 30.        | Klarine     | 4′    |
| 31.        | Choralbass  | 4′    |

- Koppeln: II/I, III/I, III/II, I/P, II/P, III/P
- Effektregister: Nachtigall